# غلامحسین مسعود
غلامحسین میرزا مسعود (۱۲۷۰خ اصفهان – حدود ۱۳۶۰) نماینده نجف آباد در دوره های پنجم تا هفتم مجلس شورای ملی بود.
غلامحسین میرزا کوچکترین پسر سلطان مسعود میرزا ظل‌السلطان پسر ناصرالدین شاه قاجار بود. تحصیلاتش را در اصفهان آغاز کرد و در انگلستان ادامه داد. پس از بازگشت به ایران املاکی را که از پدرش به او به ارث رسیده بود اداره می‌کرد. در دوره پنجم به نمایندگی نجف‌اباد به مجلس شورای ملی رفت و از جوانترین نمایندگان مجلس شد. در همین مجلس با وجودی که خود از خاندان قاجار بود به انقراض این خاندان از سلطنت رأی داد. در دوران سلطنت رضاشاه در دوره های ششم و هفتم نیز به نمایندگی رسید اما با وقایع فارس و مغضوب شدن برادرش اکبر میرزا صارم‌الدوله والی فارس، او نیز کنار گذاشته شد و از آن پس از سیاست کناره گرفت و به املاک خود رسیدگی کرد. او چند شرکت در تهران دائر کرد و در اواخر عمر دچار تنگنای مالی شد و مبالغ هنگفتی به بانک‌ها بدهکار بود. از او با عنوان مردی متکبر و تلخ و پرمدعا یاد می شود.
غلامحسین میرزا با نیراعظم دختر بزرگ دوستعلی معیری (معیرالممالک) از بطن نوش آفرین‌خانم اعظم‌السلطنه، دختر میرزا علی‌اصغر اتابک ازدواج کرد و صاحب دو پسر و دو دختر شد. پسران عبارت بودند از احمد میرزا و محمدحسین میرزا و دختران زهرا خانم (همسر سیف‌الله رشیدیان برادر اسدالله رشیدیان) و فاطمه خانم، همسر صاحبقران میرزا مسعود پسر فیروز میرزا پسر ظل‌السلطان. غلامحسین میرزا از همسر صیغه نیز یک دختر به نام انسیه داشت.
عکس، غلامحسین میرزا مسعود را با برده ی شخصیش از آفریقا نشان می دهد. تا زمان ناصرالدین شاه و حتی تا آغاز مشروطیت، برده‌داری در خانواده‌های اعیانی تهران کمابیش رواج داشت. این بردگان سیاه، معمولاً از دو طریق به ایران می‌آمدند. یا حجاج ایرانی در موسم حج آنان را از مکه خریداری نموده و از طریق شامات و عراق به ایران می‌آوردند و یا برده فروشان آنها را از راه خلیج فارس به سواحل جنوبی کشور انتقال می‌دادند. ورود بردگان به ایران در دوران صدارت امیرکبیر، سالانه بین دو تا سه هزار نفر گزارش شده‌است 